# Yerson Opazo
Yerson Flavio Opazo Riquelme (ur. 24 grudnia 1984 w Villarrica) – piłkarz chilijski grający podczas kariery na pozycji obrońcy.